# MCM/70
El MCM/70 fue una microcomputadora pionera construida por primera vez en 1973 en Toronto, Ontario, Canadá y lanzada al año siguiente, convirtiéndolo en uno de los primeros microordenadores del mundo, el segundo en ser enviado en forma completa, y la primera computadora portátil. El MCM/70 fue el producto de Micro Computer Machines, una de las tres compañías relacionadas establecidas en Toronto en 1971 por Mers Kutt. Algunos historiadores lo consideran el primer sistema de microcomputadora personal utilizable.

## Historia temprana
Kutt, profesor de matemáticas en la Queen's University en Kingston, Ontario, a fines de la década de 1960, señaló que la eficiencia de los usuarios de computadoras se vio obstaculizada por los largos tiempos de espera involucrados en el envío de programas en forma de tarjeta perforada para el procesamiento por lotes de una computadora central compartida. En 1968, Kutt y Donald Pamenter comenzaron una empresa, Consolidated Computer Inc., y comenzaron a producir un dispositivo de entrada de datos llamado Key-Edit. Este era un terminal de bajo costo, con un dispositivo de visualización de una línea, que evitaba la necesidad de perforar tarjetas. 
En 1971, Kutt, que ya no forma parte de CCI, comenzó a planificar una máquina para soportar el desarrollo de software en el lenguaje de programación APL desarrollado recientemente. APL se programó usando un teclado personalizado y estos eran muy raros en ese momento. Inicialmente llamó a su diseño Key-Cassette; similar en diseño y concepto a Key-Edit, ofrecería capacidad de edición y soporte para uno o dos casete y un acoplador acústico para cargar programas a otras máquinas.
El diseño original se parecía a una calculadora electrónica de escritorio. Las notas de Kutt de la época mostraron su intención de usar la cubierta y la pantalla de una calculadora existente con una fuente de alimentación modificada, para incluir un pequeño teclado con 32 teclas y una pantalla hecha de 13 o 15 LED segmentados. Kutt también creó una compañía, Micro Computer Machines, que luego fabricaría los dispositivos.

## Desarrollo
A través de su relación con el fundador de Intel, Bob Noyce, Kutt había seguido el trabajo de Intel en el 1201, un microprocesador de 8 bits que más tarde cambió el nombre al Intel 8008. El procesador estaba programado para completarse a fines de 1971, pero su lanzamiento se retrasó hasta la primavera. En diciembre de 1971, Kutt incorporó una empresa de desarrollo tecnológico, Kutt Systems. Firmó un acuerdo con Intel para suministrar un Intel 4004, un sistema de desarrollo SIM4-01, que admite chips del chipset MCS-4 y un programador EPROM MP7-01 para su nueva compañía. Este equipo se utilizó para trabajos de desarrollo temprano hasta que el 8008 estuvo disponible.
Kutt contrató al programador Gord Ramer, y los dos comenzaron a trabajar en el desarrollo del concepto de Kutt. En mayo de 1972, Kutt Systems recibió uno de los primeros kits SIM8-01. El equipo, que ahora incluye al ingeniero de hardware José Laraya, el ingeniero de software André Arpin y dos programadores de APL, Don Genner y Morgan Smyth, comenzaron a construir lo que luego se denominó M/C, para microcomputadora. Para entonces, el diseño se había expandido para incluir un teclado completo, un diseño chiclet similar a los utilizados en los primeros modelos del Commodore PET y una pantalla Burroughs Self-Scan de 32 caracteres. A diferencia del sistema anterior Key-Edit, el M/C permitiría ingresar y ejecutar programas APL. 
Insatisfecho con el equipo SIM8, el personal de Kutt Systems construyó una placa base desde cero, incluido un Omniport, un bus de expansión para el 8008. Mientras tanto, el trabajo para portar un intérprete APL al sistema continuó, utilizando un emulador de 8008 escrito en Fortran llamado INTERP/8 . El sistema, simulado en forma de tablero, se mostró por primera vez públicamente el 11 de noviembre de 1972 en las oficinas de Kutt en Kingston, Ontario. En mayo de 1973, se mostró el mismo sistema en la Conferencia de Usuarios de APL en Toronto, ahora encerrada en fibra de vidrio. El diseño completo, en su nuevo estuche moldeado por inyección, se demostró para la prensa el 25 de septiembre de 1973.

## Especificaciones
El MCM/70, fabricado por Micro Computer Machines en Kingston, estaba encerrado en una caja de metal en forma de cuña de aproximadamente medio metro de lado, con un teclado en la parte delantera, una grabadora compacta de casete de audio en el medio, y una pantalla de plasma de una línea en la parte superior. El MCM/70 tenía una pantalla de una línea y un teclado alfanumérico, y opcionalmente tenía una segunda unidad de cinta. Se parecía a las calculadoras de escritorio de la época, como HP 9830A. 
Se incorporó un intérprete APL en la memoria de solo lectura (ROM), y la máquina incluyó una batería que le permitió guardar el espacio de trabajo automáticamente cuando se apaga. El MCM/70 pesaba 20 libras (9 kg) y se envía con hasta 8 kilobytes de RAM y hasta dos unidades de casete.

## Lanzamiento
Los primeros sistemas completos se enviaron a los distribuidores a fines de 1974. La unidad básica, modelo 720 con un 8008 a 800 kHz, 2 kB RAM y sin unidad de casete se vendió por CA$4,950 (en ese momento el dólar era casi igual al dólar estadounidense). El 782 totalmente equipado con 8k y dos unidades de casete costaba CA$9,800, y fue el único modelo que se vendió bien. 
En ese momento, la máquina ya se llamaba oficialmente "computadora personal". Los primeros manuales contienen una nota personal de Kutt para futuros clientes, "Pero la simplicidad del MCM/70 y su lenguaje informático asociado... hacen que el uso y la propiedad de la computadora personal sean una realidad... Disfrute del privilegio de tener su propia computadora personal".
El MCM/70 se vendió principalmente a empresas e instituciones gubernamentales con la necesidad de realizar cálculos complejos y análisis matemáticos. Los clientes de MCM iban desde hospitales y compañías de seguros hasta la NASA y el ejército de los Estados Unidos.

## Desarrollo posterior
En 1975, la computadora se volvió a publicar sin cambios como el MCM/700. También se lanzó ese año un lector de tarjetas perforadas, un plotter y varios programas. El MCM/800 siguió en 1976. Era más rápido, incluía 16k de RAM e incluía la capacidad de portar un monitor externo. La memoria virtual era compatible con todas las máquinas, aunque el uso de casetes para el almacenamiento lo hizo lento. 
El MCM/900 de 1978 era aún más rápido, incluía 24 kB de RAM y un monitor. El MCM/1000, también llamado MCM Power, fue reempaquetado como el /900, y luego fue reempaquetado nuevamente como MCM MicroPower. El cambio más grande para el /900 y la /1000 fue admitir el servidor de disco HDS-10, que incluía un disco de 8,4 MB Shugart de 8", una unidad de disquete de 8" y un Zilog Z80 de 64k para controlarlo. Se pueden conectar hasta 8 /900 y/o /1000s en el HDS-10.

## Desaparición y legado
A fines de la década de 1970, después de vender varios cientos de unidades, MCM se enfrentaba a la competencia de varios sistemas informáticos domésticos con la misma potencia informática que sus propias máquinas. Aunque estaban diseñando otro microordenador más avanzado, denominado A*2, la financiación necesaria para un desarrollo rápido no estaba disponible. Para 1983, la empresa había dejado de funcionar. 
Los derechos del diseño en curso A*2 se vendieron a Ampex. Trabajaron en el diseño durante aproximadamente un año antes de dejar de desarrollarlo. Esta máquina, llamada Sysmo, fue vendida en Francia por la empresa Sysmo desde 1975. Esta nueva empresa fue financiada en París por Michel Carlier, un ingeniero que también había invertido en MCM, con su propio capital. Sin embargo, la máquina se vendió para aplicaciones de gestión mientras estaba programada con un lenguaje científico complejo (APL) mucho mejor adaptado a los campos científicos y técnicos; La empresa Sysmo se declaró en quiebra en 1978. El stock de MCM/Sysmo fue comprado por la empresa francesa Generale d'Electricite (más tarde Alcatel) para su propio uso debido a las características de computación matemática del producto.[cita requerida]
En 2011, el profesor de la Universidad de York, Zbigniew Stachniak, publicó un libro sobre el desarrollo del MCM/70, titulado Inventing the PC: The MCM/70 Story. Se ha incluido una colección de documentos, ilustraciones y hardware relacionados con el dispositivo en el Museo de Computación de la Universidad de York. 